# Glory colors 〜風のトビラ〜
「glory colors 〜風のトビラ〜」（グローリー・カラーズ・かぜのトビラ）は、日本のガールズロックバンド・ZONEのメジャー14作目（通算15作目）のシングル。

## 概要
- 前作「太陽のKiss」から2ヶ月ぶりのシングル。
- 表題曲はテレビ朝日系列『第86回全国高校野球選手権大会』とテレビ朝日系列『熱闘甲子園』のオープニングテーマ、テレビ朝日系列『速報!甲子園への道』のテーマソングに各々起用された。全国高等学校野球選手権大会関連とはいえ初の単曲による複数タイアップを手掛けた。また、カップリング曲はメンバー出演によるアオキーズ・コーポレーション『アオキーズ・ピザ』のCMソングに起用された。シングルの表題曲とカップリング曲共にタイアップが付くのは「僕の手紙」以来3作ぶりとなった。
- レーベルゲートCDを改良したレーベルゲートCD2と、従来のCDの2形態で発売された。初回生産仕様の特典として3種類ランダムでステッカーが同梱された。また、今作を以って「true blue/恋々…」から6作続いたレーベルゲートCDが廃止された。
- オリコン初登場7位を獲得。12作連続のトップ10入りを果たした。

## 収録曲
1. glory colors 〜風のトビラ〜 [4:23]
作詞：渡辺未来、渡辺なつみ
作曲：渡辺未来
編曲：山原一浩
2. Once Again [4:05]
作詞・作曲：町田紀彦
編曲：山原一浩
3. glory colors 〜風のトビラ〜 (backing track) [4:23]
作曲：渡辺未来
編曲：山原一浩
表題曲のバッキングトラックバージョン。
4. Once Again (backing track) [6:33]
作曲：町田紀彦
編曲：山原一浩
カップリング曲のバッキングトラックバージョン。

## タイアップ
- テレビ朝日系列スポーツ中継番組『第86回全国高校野球選手権大会』オープニングテーマ (#1)
- テレビ朝日系列スポーツ中継番組『熱闘甲子園』オープニングテーマ (#1)
- テレビ朝日系列スポーツ中継番組『速報!甲子園への道』2004年度テーマソング (#1)
- アオキーズ・コーポレーション『アオキーズ・ピザ』CMソング (#2)

## 収録アルバム
- E 〜Complete A side Singles〜 (#1)
- ura E 〜Complete B side Melodies〜 (#2)
- ZONEトリビュート〜君がくれたもの〜 (Disc2 #1)